# هنري هيل (لاعب كريكت)
هنري هيل (13 يوليو 1845 - 6 يناير 1924) (بالإنجليزية: Henry Hill)‏ هو لاعب كريكت نيوزلندي.